# بنیک آفوب
بنیک تونانی آفوب (انگلیسی: Benik Tunani Afobe؛ زادهٔ ۱۲ فوریهٔ ۱۹۹۳) بازیکن فوتبال حرفه‌ای است که برای باشگاه ورزشی المسیمیر بازی می‌کند.
از باشگاه‌هایی که در آن بازی کرده‌است می‌توان به آرسنال، هادرسفیلد تاون، ریدینگ، بولتون واندررز، میلوال، شفیلد ونزدی، میلتون کینز دونز، ولورهمپتون واندررز، بورنموث، استوک سیتی، بریستول سیتی و ترابزون‌اسپور اشاره کرد.